# Верхне-Качканарское водохранилище

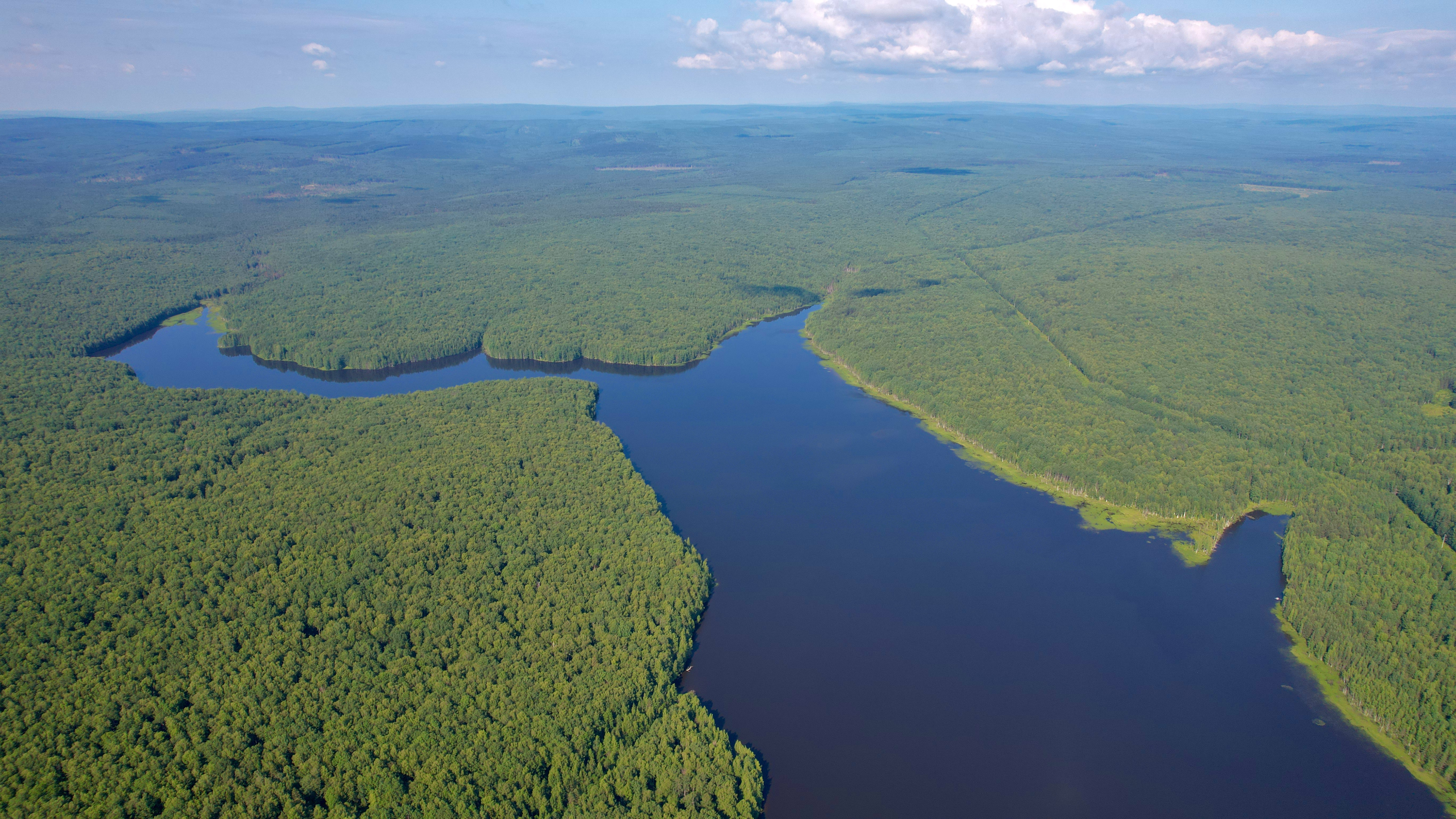
В центре снимка устье Утянки

Верхне-Качканарское водохранилище (Верхне-Выйское водохранилище, Верхневыйский пруд) — водохранилище на реке Вые (притоке Туры), возле города Качканара Свердловской области России. Северный берег водоёма и большая часть акватории расположены на территории Качканарского муниципального округа, южный берег и часть акватории — в Пермском крае (Горнозаводский муниципальный округ). Водохранилище построено в 1965 году на горном незагрязнённом участке реки в 41 км от её устья, для организации питьевого водоснабжения города Качканар. Эксплуатируется в каскаде с расположенным ниже по течению Нижне-Качканарским водохранилищем.

## География
Плотина расположена на реке Вые в 41 км от её устья, и отделяет Верхне-Качканарское водохранилище от расположенного ниже по течению Нижне-Качканарского. Впадают в Верхне-Качканарское водохранилище три небольших речки, в том числе река Утянка слева. Берега покрыты лесом, преимущественно лиственным.

## Морфометрия
Площадь водной поверхности составляет 1,05 км². Длина водоёма — 1,69 км, ширина — 0,62 км, наибольшая глубина перед плотиной составляет 12,5 м. В устье притоков и вдоль левого берега преимущественно мелководье глубиной до 2 м, занимающее около трети акватории, вдоль правого берега русловая глубоководная часть. Глубокая зона также перед плотиной. На большей части водоёма грунты песчаные с примесью глины и мелкой гальки, донных отложений немного. Уровень уреза воды 275,5 метра над уровнем моря.

## Гидрологические характеристики
Вода водохранилища слабокислая рН 5,8-6,0. Это холодно-водный водоём, поскольку питается горными реками с низкой температурой воды (даже летом не выше 15 °С). Мелководья и поверхностный слой в самом водохранилище летом (июнь — июль) обычно прогреваются не выше 20-22 °C, а в придонном слое температура воды ниже на 5-8 °C. Такой температурный режим во многом определяет низкий уровень развития зоопланктона и зообентоса, формирующих кормовую базу рыб.

## Ихтиофауна
В водохранилище сформировались воспроизводящиеся популяции 5 видов рыб: плотва, речной окунь, лещ, щука и ёрш. Основная часть рыбного сообщества сосредоточена в прибрежной зоне и представлена главным образом тремя видами — плотвой, окунем и лещом (последний натурализовался в водоёме уже после его создания). В придонной зоне численность рыб, в первую очередь донных — леща и ерша, невелика по причине низкого уровня развития донной фауны беспозвоночных. Неоднократные попытки вселения в водоём других видов рыб (пелядь, сиг, карп, белый амур) успеха не имели.

## Данные водного реестра
По данным государственного водного реестра России, водохранилище относится к Иртышскому бассейновому округу, речному бассейну Иртыша, речному подбассейну Тобола. Водохозяйственный участок — река Тура от истока до впадения р. Тагил.
Код объекта в государственном водном реестре — 14010501221499000000030.